# Praolia yakushimana
Praolia yakushimana là một loài bọ cánh cứng trong họ Cerambycidae.